# Benfica (Juiz de Fora)
Benfica é um bairro do município brasileiro de Juiz de Fora, no estado de Minas Gerais. Ex-distrito situado a cerca de 13 km do centro de Juiz de Fora, é o principal bairro da Zona Norte da cidade. A população está estimada em 20.000 habitantes.
Benfica conta com boa estrutura escolar e médica[carece de fontes?]. O Distrito Industrial I e II de Juiz de Fora, a siderúrgica Arcelor Mittal e a montadora Mercedes-Benz localizam-se nas proximidades do bairro. Benfica é atravessada pela linha ferroviária denominada Linha do Centro da antiga Estrada de Ferro Central do Brasil e atualmente operada pela MRS Logística, Avenida Presidente Juscelino Kubitschek (antiga BR-3), BR-040 (Rio-Brasília) e pelo Rio Paraibuna.

## História
O Bairro de Benfica surgiu por volta do ano de 1847, quando havia na região uma grande fazenda. A fazenda era denominada Bemfica e pertencia ao vereador Francisco Martins Barbosa.Benfica era um importante ponto de passagem desde o século XVII, quando o Caminho Novo cortava região.
De acordo com o pesquisador Vanderlei Tomaz, o desenvolvimento e ocupação do Bairro de Benfica “se deu a partir de três situações: inauguração da Estação Ferroviária em 1877; inauguração da feira de gado, por volta de 1890; e a instalação da Fábrica de Estojos e Espoletas de Artilharia do Exército (FEEA) – atual IMBEL, em 1936”.
A Estação de Benfica, uma das primeiras de Juiz de Fora, foi inaugurada em 1º de fevereiro de 1877. Ela está situada entre Creosotagem (Francisco Bernardino) e Dias Tavares, distando 288 quilômetros do Rio de Janeiro; 251 quilômetros de Ouro Preto; 181 quilômetros de Barra do Piraí; e 14 quilômetros de Juiz de Fora. Em 1915, permutava correspondência diária com Belo Horizonte, Rio de Janeiro, Juiz de Fora, Barra do Piraí e outros, seguindo pela Estrada de Ferro Central do Brasil. 
A estação esteve ativa para passageiros até 1997, como parada terminal do Trem Urbano de Juiz de Fora (também conhecido como Trem Xangai), que circulava entre os municípios de Juiz de Fora e Matias Barbosa e era operado pela antiga RFFSA. 

## Lenda
Uma lenda sobre como se deu a nomeação do distrito para "Benfica", quando chamava-se de outra forma, consiste em atribuir às súplicas da namorada que morava no local a escolha do nome. Conta-se que esta, que morava no distrito, suplicava a seu namorado, quando este despedia-se para tomar o trem de volta, dizendo "Bem Fica!".

## Subdivisões
Benfica é a denominação oficial da região urbana que abrange os seguintes bairros e/ou loteamentos:
- Benfica
- Distrito Industrial
- São Damião
- Araújo
- Ponte Preta
- Vila do Sapê
- Nova Benfica
- Vila Esperança I
- Vila Esperança II